# Ung Hong Sath
Ung Hong Sath (tiếng Khmer: អ៊ុង ហុងសាធ) là cựu bộ trưởng nội vụ, giáo phái và quan hệ với Quốc hội Campuchia. Ông còn là Chủ tịch Quốc hội từ năm 1963 đến năm 1966.